# Quinindé Sporting Club
El Quinindé Sporting Club antes llamado Club Deportivo Quinindé es un equipo de fútbol profesional de Quinindé, Provincia de Esmeraldas, Ecuador y se desempeña actualmente en la Segunda Categoría de Ecuador, aunque en la actualidad debido a problemas institucionales no ha participado desde el año 2024 en este campeonato.
El club fue fundado el 12 de septiembre de 1991. Jugó en la Serie B desde el año 1998 hasta el año 1999, cuando llegó luego de superar la etapa de ascenso y de la Segunda Categoría.
Está afiliado a la Asociación de Fútbol No Amateur de Esmeraldas.

## Historia
En el año 2017 el equipo cambia su razón social de Club Deportivo Quinindé a Club Deportivo Especializado Formativo Quinindé Sporting Club, todo esto bajo el marco legal aprobado por el Ministerio del Deporte de Ecuador.

## Palmarés

### Torneos nacionales
| Competición                      | Títulos | Subcampeonatos |
| -------------------------------- | ------- | -------------- |
| Segunda Categoría de Ecuador (1) | 1997.   |                |